# حدس رامانوجان
در ریاضیات، حدس رامانوجان بر اساس سرینیسوا رامانوجان بیان می‌کند که تابع تاو رامانوجان داده شده توسط ضرایب فوریه τ(n) از فرم کاسپ Δ(z) با وزن ۱۲
{\displaystyle \Delta (z)=\sum _{n>0}\tau (n)q^{n}=q\prod _{n>0}\left(1-q^{n}\right)^{24}=q-24q^{2}+252q^{3}-1472q^{4}+4830q^{5}-\cdots ,}
که در آن {\displaystyle q=e^{2\pi iz}} است، وقتی که که p یک عدد اول است، معادله زیر را ارضا می‌کند.
{\displaystyle |\tau (p)|\leq 2p^{\frac {11}{2}}}